# 699 v.Chr.
Het jaar 699 v.Chr. is een jaartal volgens de christelijke jaartelling.

## Gebeurtenissen

### Mesopotamië
- Koning Khallushu heerser over het koninkrijk Elam.